# Anthony Harding
Anthony Harding (* 30. Juni 2000 in Ashton-under-Lyne) ist ein britischer Wasserspringer.

## Erfolge
Anthony Harding sicherte sich seine ersten internationalen Medaillen bei den Europameisterschaften 2019 in Kiew, als er im Synchronspringen vom Drei-Meter-Brett mit Jordan Houlden den dritten Platz belegte. Im Mixed-Team-Wettkampf gewann er ebenfalls Bronze. Sehr erfolgreich verlief für Harding das Jahr 2022. So sicherte er sich zunächst im Synchronspringen der Weltmeisterschaften in Budapest mit Jack Laugher die Silbermedaille. Bei den Commonwealth Games in Birmingham gewann er mit Laugher ebenso die Goldmedaille wie auch bei den Europameisterschaften in Rom.
Gemeinsam mit Jack Laugher wiederholte Harding bei den Weltmeisterschaften 2023 in Fukuoka im Synchronspringen die Platzierung aus dem Vorjahr und wurde erneut Vizeweltmeister. Bei den Olympischen Spielen 2024 in Paris nahm er lediglich im Synchronspringen teil, nachdem die beiden britischen Startplätze im Einzel an Jordan Houlden und Jack Laugher gegangen waren. Mit Laugher beendete er den Synchron-Wettkampf mit 438,15 Punkten auf dem dritten Platz, womit die beiden die Bronzemedaille erhielten. Mit 446,10 Punkten gewannen die Chinesen Long Daoyi und Wang Zongyuan den Wettbewerb, vor den Mexikanern Juan Celaya und Osmar Olvera mit 444,03 Punkten.